# 36213 Robertotisgreen
36213 Robertotisgreen este o planetă minoră (asteroid) din centura de asteroizi. A fost descoperită pe 9 octombrie 1999 la Experimental Test Site⁠(d) de Lincoln Near-Earth Asteroid Research. 
Obiectul prezintă o orbită caracterizată de o semiaxă mare de 2,8710194 UAi, o excentricitate de 0,09, o înclinație de 5,64899 ° în raport cu ecliptica.